# Koehne Quartett
Das Koehne-Quartett ist ein Streichquartett, das 1987 in Wien von Joanna Lewis sowie Ben Lea, Toby Lea und Michael Williams gegründet wurde. Seit 2013 gehören neben Lewis Anne Harvey-Nagl (Violine), Lena Fankhauser an der Viola und Melissa Coleman (Violoncello) zu seinen Mitgliedern. Das Quartett interpretiert vor allem Neue Musik, bewegt sich aber auch über die Grenzen von Jazz und Weltmusik.

## Geschichte
Das Streichquartett war zunächst ein studentisches Projekt und besuchte Meisterklassen beim Amadeus-Quartett, Brodsky Quartett, Borodin Quartett, György Kurtág und dem Alban Berg Quartett. Die Gruppe interpretierte in engem Austausch mit dem jeweiligen Komponisten deren Werk; zunächst widmete sich das Quartett dem namengebenden Graeme Koehne. 1992 erfolgte eine Neugründung mit Anne Harvey-Nagl, Margit Slosser und Anmari van der Westhuizen. Mitte der 1990er Jahre erfolgte eine weitere Umbesetzung mit Petra Ackermann (Viola) und Melissa Coleman (Cello).
Das Quartett arbeitete mit Komponisten wie Friedrich Cerha, Kurt Schwertsik, Francis Burt, Balduin Sulzer, Thomas Pernes, Gerd Kühr, Thomas Larcher oder Wolfgang Liebhart. Weiterhin werden Werke von Samuel Barber, Werner Pirchner, Gerhard Wimberger, Nancy Van de Vate, Werner Schulze oder Dimitris Mousouras gespielt.
Das Quartett trat aber auch mit James Blood Ulmer auf und arbeitete mit internationalen Jazzmusikern wie Dave Liebman, Anthony Braxton, Georg Graewe, Max Nagl und Otto Lechner sowie Künstlern aus der Weltmusikszene wie Marcel Khalifé, Marwan Abado und Dhafer Youssef. Es spielte Werke von Burt, Pernes, Liebhart, Hannes Raffaseder, Michael Amann, Peter Androsch, Bruno Strobl und Hermann Nitsch, aber auch von Wayne Horvitz, Robin Holcomb und Peter Herbert für Tonträger-Veröffentlichungen ein.